# Basantapur (Sarlahi)
Basantapur (nep. बसन्तपुर) – gaun wikas samiti w środkowej części Nepalu  w strefie Dźanakpur w dystrykcie Sarlahi. Według nepalskiego spisu powszechnego z 2001 roku liczył on 1573 gospodarstw domowych i 9746 mieszkańców (4741 kobiet i 5005 mężczyzn).